# Pré-Saint-Évroult
Pré-Saint-Évroult és un municipi francès, situat al departament de l'Eure i Loir i a la regió de Centre – Vall del Loira. L'any 2007 tenia 311 habitants.

## Demografia

### Població
El 2007 la població de fet de Pré-Saint-Évroult era de 311 persones. Hi havia 130 famílies, de les quals 32 eren unipersonals (24 homes vivint sols i 8 dones vivint soles), 49 parelles sense fills, 45 parelles amb fills i 4 famílies monoparentals amb fills.
La població ha evolucionat segons el següent gràfic:
Habitants censats

### Habitatges
El 2007 hi havia 162 habitatges, 130 eren l'habitatge principal de la família, 19 eren segones residències i 12 estaven desocupats. 161 eren cases i 1 era un apartament. Dels 130 habitatges principals, 113 estaven ocupats pels seus propietaris i 17 estaven llogats i ocupats pels llogaters; 1 tenia una cambra, 8 en tenien dues, 19 en tenien tres, 40 en tenien quatre i 62 en tenien cinc o més. 119 habitatges disposaven pel capbaix d'una plaça de pàrquing. A 54 habitatges hi havia un automòbil i a 67 n'hi havia dos o més.

### Piràmide de població
La piràmide de població per edats i sexe el 2009 era:
| Homes | Edats   | Dones |
| ----- | ------- | ----- |
| 0     | 95 o +  | 0     |
| 0     | 90 a 94 | 4     |
| 0     | 85 a 89 | 0     |
| 4     | 80 a 84 | 4     |
| 8     | 75 a 79 | 12    |
| 16    | 70 a 74 | 8     |
| 4     | 65 a 69 | 8     |
| 4     | 60 a 64 | 4     |
| 0     | 55 a 59 | 0     |
| 12    | 50 a 54 | 8     |
| 4     | 45 a 49 | 8     |
| 8     | 40 a 44 | 4     |
| 16    | 35 a 39 | 12    |
| 16    | 30 a 34 | 16    |
| 8     | 25 a 29 | 12    |
| 4     | 20 a 24 | 0     |
| 4     | 15 a 19 | 4     |
| 4     | 10 a 14 | 20    |
| 16    | 5 a 9   | 4     |
| 16    | 0 a 4   | 4     |

## Economia
El 2007 la població en edat de treballar era de 189 persones, 142 eren actives i 47 eren inactives. De les 142 persones actives 135 estaven ocupades (78 homes i 57 dones) i 6 estaven aturades (3 homes i 3 dones). De les 47 persones inactives 17 estaven jubilades, 12 estaven estudiant i 18 estaven classificades com a «altres inactius».

### Ingressos
El 2009 a Pré-Saint-Évroult hi havia 129 unitats fiscals que integraven 309,5 persones, la mediana anual d'ingressos fiscals per persona era de 18.833 €.

### Activitats econòmiques
Dels 9 establiments que hi havia el 2007, 1 era d'una empresa de fabricació d'altres productes industrials, 2 d'empreses de construcció, 2 d'empreses de comerç i reparació d'automòbils, 2 d'empreses de transport, 1 d'una empresa immobiliària i 1 d'una empresa de serveis.
Dels 2 establiments de servei als particulars que hi havia el 2009, 1 era un guixaire pintor i 1 fusteria.
L'any 2000 a Pré-Saint-Évroult hi havia 28 explotacions agrícoles que ocupaven un total de 1.680 hectàrees.

## Poblacions més properes
El següent diagrama mostra les poblacions més properes.